# Isaak Mazepa
Isaak Mazepa, ukr. Ісаак Мазепа (ur. 16 sierpnia 1884 we wsi Kostobobrów, w powiecie nowogrodzkim guberni czernihowskiej, zm. 18 marca 1952 w Augsburgu) – premier Ukraińskiej Republiki Ludowej, ukraiński działacz społeczny i polityk socjalistyczny.
Podczas studiów w Petersburgu działał w ukraińskich organizacjach studenckich. Od 1905 roku był członkiem Ukraińskiej Socjal-Demokratycznej Partii Robotniczej (УСДРП). Po studiach pracował w Jekaterynosławiu, gdzie w czasie rewolucji lutowej został członkiem dumy miejskiej oraz rady delegatów robotniczych i chłopskich.
Po powstaniu Ukraińskiej Republiki Ludowej, w kwietniu 1919 wszedł do rządu Borysa Martosa jako minister spraw wewnętrznych, a od sierpnia 1919 do maja 1920 stał na czele Rady Ministrów URL. Podał się do dymisji w proteście przeciw kompromisowi Symona Petlury w sprawie Galicji Wschodniej. Jesienią 1920 brał udział w ostatnich działaniach armii URL przeciwko Armii Czerwonej na wschód od Zbrucza.
Po upadku Ukraińskiej Republiki Ludowej na emigracji. W latach 1920–1923 mieszkał we Lwowie, gdzie był redaktorem ukraińskich pism socjalistycznych, zaś od 1923 roku – w Czechosłowacji. Od 1927 pracował jako docent Ukraińskiej Akademii Gospodarczej w Poděbradach.
Po II wojnie światowej wyjechał do Niemiec Zachodnich, gdzie od 1947 pracował w nowo powstałym Ukraińskim Instytucie Technicznym i Gospodarczym w Monachium. W latach 1948–1952 był pierwszym przewodniczącym Organu Wykonawczego Ukraińskiej Rady Narodowej na uchodźstwie.